# Klängmedusa
Klängmedusa (Gonionemus vertens) är en hydrozoer som beskrevs 1862 av Alexander Agassiz. Arten ingår i släktet Gonionemus och familjen Olindiasidae.

## Utbredning och systematik

### Utbredning
Klängmedusa förekommer ursprungligen över stora delar av subtropiska Stilla Havet.

### Förekomst i Norden
Klängmanet har observerats i Norge, Sverige och Danmark. Det är osäkert om arten är etablerad i Sverige men den observerades första gången 1930 och har sedan observerats 2018 och 2019 i Skåpesund mellan Orust och Tjörn. I juli 2025 hittades den för första gången i Öresund.

### Systematik
Det har spekulerats om klängmedusa utgör ett artkomplex snarare än en enskild art eftersom den inom vissa områden, exempelvis i den asiatiska Stillahavsregionen bränns kraftfullt medan andra populationer, exempelvis den i nordöstra Stilla havet, inklusive amerikanska västkusten, anses harmlös. Även på den amerikanska östkusten har den tidigare ansetts harmlös, men brännande exemplar har förekommit på senare år. Dessa antas kunna tillhöra den asiatiska populationen. Inga underarter finns listade i Catalogue of Life.

## Utseende
Som medusa blir Gonionemus vertens cirka 2-3 cm i diameter och har upp till 80 tentakler som i topparna är böjda i vinkel. De är genomskinliga och klockformade med ett tydlig kryss på klockan som bildas av könsorganen. 

## Ekologi
De återfinns ofta i grunt och lugnt vatten, klängande på ålgräs och alger, men kan också simma korta sträckor för att fånga föda och förflytta sig.

## Namn
Artens officiella svenska trivialnamn är klängmedusa, men i media har den ofta kallats klängmanet. Den har även kallats för "den fastklamrande maneten" På engelska kallas den för ”clinging jellyfish”.